# آتو امپاه
آتو امپاه (انگلیسی: Ato Ampah؛ زادهٔ ۲۲ آوریل ۲۰۰۶) بازیکن فوتبال اهل غنا است که برای باشگاه فوتبال چلسی بازی می‌کند. 
وی همچنین در تیم ملی فوتبال زیر ۱۸ سال انگلستان بازی کرده است.